# Horisme angustipennis
Horisme angustipennis là một loài bướm đêm trong họ Geometridae.